# Yariguíes Airport
Yariguíes Airport är en flygplats i Colombia. Den ligger i den centrala delen av landet, 270 km norr om huvudstaden Bogotá. Yariguíes Airport ligger 125 meter över havet.
Terrängen runt Yariguíes Airport är huvudsakligen platt. Yariguíes Airport ligger uppe på en höjd. Runt Yariguíes Airport är det ganska tätbefolkat, med 160 invånare per kvadratkilometer. Närmaste större samhälle är Barrancabermeja, 7,0 km nordväst om Yariguíes Airport. Omgivningarna runt Yariguíes Airport är en mosaik av jordbruksmark och naturlig växtlighet.